# Centrale nucleare di Pickering
La centrale nucleare di Pickering è una centrale nucleare canadese situata sulla sponda settentrionale del lago Ontario, a Pickering.
È collegata alla stazione di Pickering anche una turbina eolica da 1,8 MWe chiamata la turbina commemorativa OPG 7. Nel 1994, Pickering Unità 7 ha stabilito un record mondiale per il funzionamento continuo (894 giorni) senza un arresto.
I reattori sono i seguenti:
- PICKERING A:
  - PICKERING A 1
  - PICKERING A 2 (Spento)
  - PICKERING A 3 (Spento)
  - PICKERING A 4
- PICKERING B:
  - PICKERING B 5
  - PICKERING B 6
  - PICKERING B 7
  - PICKERING B 8

L'impianto è stato costruito in diverse fasi tra il 1966 e il 1986 da parte della società Crown corporation, Ontario Hydro. Nell'aprile 1999 Ontario Hydro è stata suddivisa in cinque componenti della Crown corporation con Ontario Power Generation (OPG) che prese in consegna tutte le stazioni di generazione di elettricità e che continua ad operare nella stazione Pickering.
La stazione di Pickering è uno dei più grandi impianti nucleari nel mondo e comprende 8 reattori nucleari CANDU sulla riva settentrionale del lago Ontario, con una potenza complessiva di 4.124 MW (al netto della capacità) e 4.336 MW (lordo) quando tutte le unità sono in funzione. Pickering è superata in Canada solo dalla centrale nucleare di Bruce, che pur avendo 8 reattori, ha una potenza maggiore. L'impianto è collegato alla rete elettrica del Nord America attraverso numerosi linee di trasmissione da 230 kV e 500 kV.
La struttura è gestita come due stazioni distinte, Pickering A (unità da 1 a 4) e Pickering B (unità 5 a 8).

## Incidenti
Il 16 marzo 2011 Ontario Power Generation, rese nota una fuga di 73 m³ di acqua demineralizzata proveniente dal circuito secondario (quindi non a diretto contatto col reattore), riversata interamente nel Lago Ontario. La fuga, verificatasi due giorni prima per il cedimento della guarnizione di tenuta di una pompa di ricircolo, non avrebbe causato - secondo fonti governative - alcun tipo di danno all'ambiente o all'ecosistema, ma l'incidente ha avuto un notevole impatto sulla popolazione, in quanto avvenuto in contemporanea al ben più grave incidente di Fukushima Daiichi.